# 阿皮库姆—阿苏
阿皮库姆—阿苏是巴西马拉尼昂州的一个市镇。总面积651.915平方公里，总人口13125人，人口密度20.1人/平方公里。